# Bataille d'Awazu
Guerre de Gempei
Batailles
- Uji (1re)
- Nara
- Ishibashiyama
- Fujigawa
- Sunomata
- Yahagigawa
- Hiuchi
- Kurikara
- Shinohara
- Mizushima (navale)
- Fukuryūji
- Muroyama
- Hōjūjidono
- Uji (2e)
- Awazu
- Ichi-no-Tani
- Kojima
- Yashima (navale)
- Dan-no-ura (navale)

La bataille d'Awazu le 21 février 1184 fait directement suite à la seconde bataille d'Uji, deux jours plus tôt.
Minamoto no Yoshinaka, poursuivi depuis Kyōto par les armées de ses cousins, est rejoint à Seta par son compagnon d'armes Kanehira Imai. En chemin, il est rejoint par sa femme Tomoe Gozen et ils affrontent l'ennemi à Awazu. Ils se battirent vaillamment contre les forces largement supérieures de Noriyori et Yoshitsune, mais finirent par être vaincus. Yoshinaka fut touché par une flèche lorsque son cheval se retrouva englué dans une rizière, et Kanehira se suicida en se jetant de son cheval en tenant son sabre dans sa bouche. Quant à Tomoe, son sort relève de la légende, et si certaines sources affirment qu'elle choisit de rester mourir au combat aux côtés de son compagnon, d'autres affirment qu'elle s'enfuit du champ de bataille avec la tête de Yoshinaka, puis (selon les sources), soit se jeta dans l'océan avec la tête, soit survécut, déposa les armes, et se fit religieuse bouddhiste.